# Brachytrachelopan
Brachytrachelopan ist eine Gattung sauropoder Dinosaurier aus der Familie der Dicraeosauridae, die im späten Oberjura (Tithonium) im heutigen Patagonien (Südamerika) lebte. 
Im Vergleich mit anderen Sauropoden, die sich durch sehr lange Hälse auszeichneten, erreichte der Hals von Brachytrachelopan mit 150 cm Länge nur 75 % der Rumpflänge; damit hatte dieses Tier den kürzesten Hals aller bekannten Sauropoden. Die einzige Art und Typusart,  Brachytrachelopan mesai, wurde im Juni 2005 von einer deutsch-argentinischen Forschergruppe um den Paläontologen Oliver Rauhut (Bayerische Staatssammlung für Paläontologie und Geologie, München)  in der Zeitschrift Nature erstbeschrieben. Das Tier ist lediglich durch ein einziges Teilskelett bekannt.

## Merkmale und Paläoökologie
Die Dicraeosauridae besteht insgesamt aus drei Gattungen, die sich von anderen Sauropoden durch relativ kurze Hälse auszeichnen – neben Brachytrachelopan sind dies Amargasaurus aus der Unterkreide Argentiniens und Dicraeosaurus aus Tansania (Afrika). Der Hals von Brachytrachelopan war etwa um 40 % kürzer als bei den anderen beiden Gattungen. Brachytrachelopan maß weniger als 10 Meter Länge, wobei die stark miteinander verbundenen Wirbel zeigen, dass es sich um ein erwachsenes Tier handeln musste.

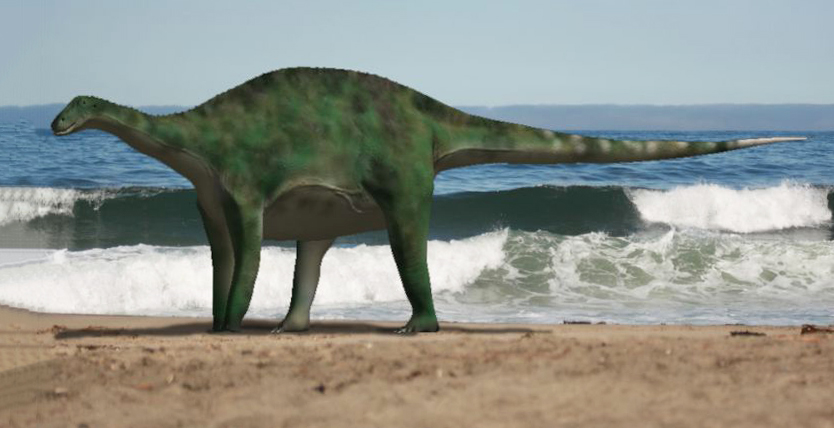
Zeichnerische Lebenddarstellung von Brachytrachelopan

Rauhut et al. bemerken, dass innerhalb der Dicraeosauridae der Trend hin zu einem verkürzten Hals zu erkennen ist, im Gegensatz zu dem Trend hin zu immer längeren Hälsen bei anderen Gruppen wie den Diplodociden. Dies zeigt, dass die Dicraeosauriden eine andere ökologische Nische besetzten und vielleicht auf bestimmte Nahrungsquellen spezialisiert waren. Die vertikale Beweglichkeit des Halses von Brachytrachelopan war stark eingeschränkt, weswegen von einer Fresshöhe von 1 bis 2 Metern bei dieser Art ausgegangen wird. Rauhut et al. vermuten, dass Dicraeosauriden die gleiche ökologische Nische wie große Iguanodonten besetzten. Letztere fehlten auf den südlichen Kontinenten während des Oberjura, waren aber in Nordamerika häufig, wo wiederum die Dicraeosauriden fehlten.
Aus der Entdeckung von Brachytrachelopan in Patagonien und den anatomischen Unterschieden der Dicraeosauriden schließen die Forscher ferner, dass sich diese Gruppe im mittleren Jura relativ rasch entwickelt hat, und bereits vor dem völligen Auseinanderbrechen der Kontinentalplatten von Afrika und Südamerika weit verbreitet und divers war.

## Fund und Namensgebung
Das Teilskelett (Katalognummer MPEF-PV 1716) wurde von dem Schafzüchter Daniel Mesa auf einem Hügel entdeckt, der 25 km nordnordöstlich von Cerro Cóndor in der Provinz Chubut liegt. Die Knochen fanden sich in einem Aufschluss von fluvialem Sandstein, der geologisch zur Cañadón-Calcáreo-Formation gehört. Obwohl die Überreste sehr unvollständig sind, befanden sich die Knochen im anatomischen Verbund. Rauhuts Team konnte 20 zusammengehörige Wirbel aus dem Hals- und Rumpfbereich bergen, sowie Rippen, das Becken sowie Teile von Femur und Tibia eines Hinterbeins. Die restlichen Knochen sind möglicherweise durch Erosion zerstört worden, viele Jahre bevor das Skelett entdeckt wurde.
Der Name für die neue Gattung und Art setzt sich zusammen aus dem griechischen Wort brachytrachelos (für kurzer Hals), dem Namen des Hirtengottes Pan (weil das Fossil von einem Schäfer entdeckt wurde) und dem Familiennamen des Entdeckers (Mesa); er bedeutet also: Mesa’s kurzhalsiger Hirtengott.

## Belege
1. ↑  Dougal Dixon: The World Encyclopedia of Dinosaurs & Prehistoric Creatures. Lorenz, London 2008, ISBN 978-0-7548-1730-7, S. 220.